# Juegos Olímpicos de Sochi 2014
Los Juegos Olímpicos de Sochi 2014, oficialmente conocidos como los XXII Juegos Olímpicos de Invierno, fueron un evento multideportivo internacional, celebrado en la ciudad de Sochi, Rusia, entre el 7 y el 23 de febrero de 2014. Algunos eventos se realizaron en la ciudad turística de Krásnaya Poliana. Participaron 2781 atletas (1660 hombres y 1121 mujeres) de 88 países. Se llevaron a cabo 98 eventos de 15 deportes olímpicos. Los Juegos Olímpicos fueron organizados por el Comité Organizador de Sochi 2014.
La elección de la sede de los Juegos Olímpicos tuvo lugar el 4 de julio de 2007, en la Ciudad de Guatemala, Guatemala. Sochi concurría por primera vez como candidata a unos Juegos Olímpicos. Siete ciudades presentaron oficialmente su candidatura, pero solo tres pasaron el corte del Comité Olímpico Internacional: Pieonchang, Salzburgo y Sochi, que fue elegida finalmente. Los Juegos de Sochi fueron los primeros Juegos Olímpicos de Invierno celebrados en la Federación Rusa. En 1980, los Juegos Olímpicos de Verano se celebraron en Moscú cuando aún era capital de la Unión Soviética.
La preparación de los Juegos implicó la construcción de nuevas sedes, además de la modernización de las telecomunicaciones, la energía eléctrica y los sistemas de transporte de esta zona. Estas mejoras incluyeron la construcción de un nuevo Parque Olímpico a lo largo de la costa del mar Negro en el valle de Imeretin. Estos fueron los Juegos Olímpicos más caros de la historia, con un costo de 51 mil millones de dólares.
La preparación de Sochi 2014 estuvo plagada de importantes controversias, incluidas las alegaciones de corrupción y las preocupaciones sobre los efectos de la ley rusa sobre «propaganda homosexual», así como los problemas de seguridad relacionados con los grupos islamitas.
El medio-tubo esquí (masculino y femenino), el slopestyle esquí (masculino y femenino), el slopestyle snowboard (masculino y femenino), el eslalon paralelo snowboard (masculino y femenino), el salto de esquí femenino, el biatlón por equipos mixtos y por relevos, el luge por equipos mixtos y por relevos y el patinaje artístico por equipos mixtos fueron las 12 nuevas competiciones en los Juegos Olímpicos de Invierno.
Los ganadores de las competiciones del 15 de febrero, recibieron sus medallas de oro con fragmentos del meteorito de Cheliábinsk, caído en la región rusa de los Urales en 2013.

## Elección

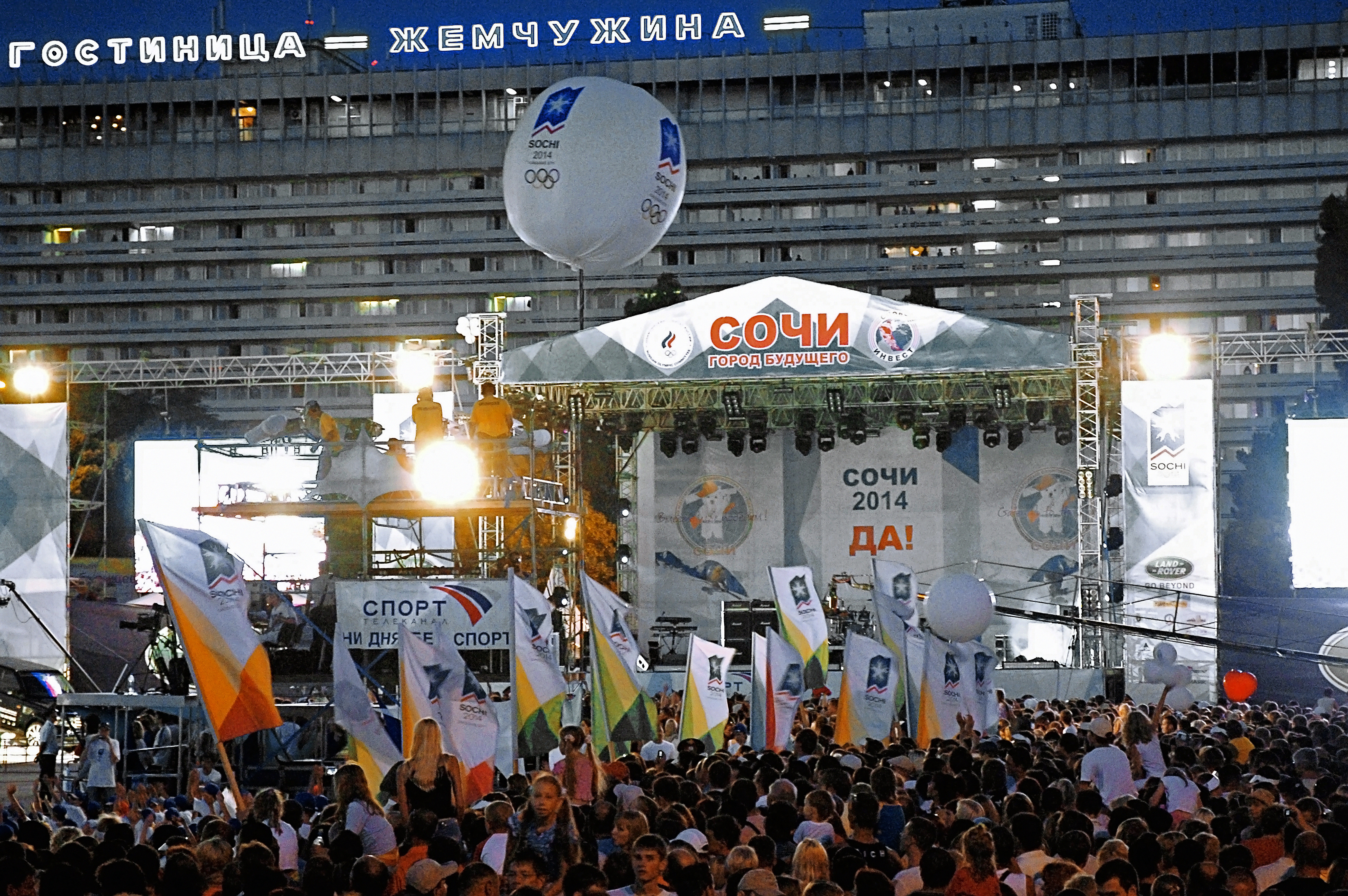
Residentes de Sochi celebran la decisión del Comité Olímpico Internacional de celebrar los Juegos Olímpicos de Invierno de 2014 en Sochi.

El 4 de julio de 2007 se realizó la 119.ª sesión del Comité Olímpico Internacional en Ciudad de Guatemala, Guatemala. Ese día se tomaría la decisión definitiva sobre el lugar que sería sede de los XXII Juegos Olímpicos de Invierno. 103 miembros con derecho al voto de COI estaban admitidos para la votación y los miembros de los países candidatos no podían ejercer su derecho de voto. Antes de la elección, tres candidatos tenían más una vez la oportunidad de presentar las ventajas en su solicitud. Salzburgo quedaba eliminada ya en la primera votación con 25 votos, mientras que Pyeongchang, recibió la mayor cantidad dejando atrás a Sochi. En la segunda votación Pyeongchang era derrotado (al igual que en la candidatura cuatro años antes contra Vancouver) con 47 votos contra 51 a favor de Sochi. Por lo tanto juegos de invierno olímpicos son realizados en 2014 por primera vez en Rusia y en una ciudad subtropical en el mar, también por primera vez en el Cáucaso.
Abajo los resultados de las votaciones:
| Sochi       | Rusia         | 34 | 51 |
| Pyeongchang | Corea del Sur | 36 | 47 |
| Salzburgo   | Austria       | 25 | -  |

## Financiamiento
| Fondos aprobados desde 2006 hasta 2014 | Fondos aprobados desde 2006 hasta 2014 |
| -------------------------------------- | -------------------------------------- |
| Año                                    | Miles de millones de rublos            |
| 2006                                   | 5                                      |
| 2007                                   | 16                                     |
| 2008                                   | 32                                     |
| 2009                                   | 27                                     |
| 2010                                   | 22                                     |
| 2011                                   | 27                                     |
| 2012                                   | 26                                     |
| 2013                                   | 22                                     |
| 2014                                   | 8                                      |

A partir de octubre de 2013, el costo total estimado de los Juegos Olímpicos de Invierno de 2014 se había establecido en 51.000 millones de dólares. Esta cifra incluye los 214 millones de rublos (6,5 mil millones de dólares) en costos para los propios Juegos Olímpicos y costo de los proyectos de infraestructura en Sochi (carreteras, ferrocarriles y centrales eléctricas). Este total, sería más de cuatro veces el presupuesto inicial de 12 mil millones de dólares (en comparación con los 8 millones de dólares gastados en organizar los Juegos Olímpicos de Invierno 2010 en Vancouver), y hace de los juegos de Sochi; los Juegos Olímpicos más caros de la historia, superando el estimado de 44 mil millones de dólares, el costo de los Juegos Olímpicos de Pekín 2008, que fue sede de 3 veces el número de eventos.
Según el presidente del Comité Organizador de los Juegos Olímpicos Sochi 2014 y Paralímpicos; Dmitry Chernyshenko, los programas de asociación y comerciales, permitieron el uso de los fondos generados por Sochi 2014 durante el período de desarrollo 2009-2010, posponiendo la necesidad de utilizar los fondos estatales garantizados por el Gobierno ruso . Así mismo, confirmó que el Comité Organizador había recaudado más de $ 500 millones a través de la comercialización en los primeros cinco meses de 2009. El Gobierno de Rusia proporcionó casi 327 mil millones de rublos (unos 10 000 millones de dólares) para el total desarrollo, expansión y celebración de los Juegos . 192.000 millones de rublos ( 6000 millones de dólares) provenientes del presupuesto federal y 7 mil millones de rublos (218 millones de dólares) del presupuesto del Krai de Krasnodar y del presupuesto de Sochi. Los organizadores esperaban tener un superávit de 300 millones de dólares cuando los Juegos concluyesen.
La financiación a partir de fuentes no presupuestarias (incluyendo fondos de los inversionistas privados) sería distribuida de la siguiente manera:
- Infraestructuras turísticas: 2,600 millones de dólares.
- Sedes olímpicas: 500 millones de dólares.
- Infraestructuras de transporte: 270 millones de dólares.
- Infraestructuras de suministro de energía: 100 millones de dólares.

## Sedes

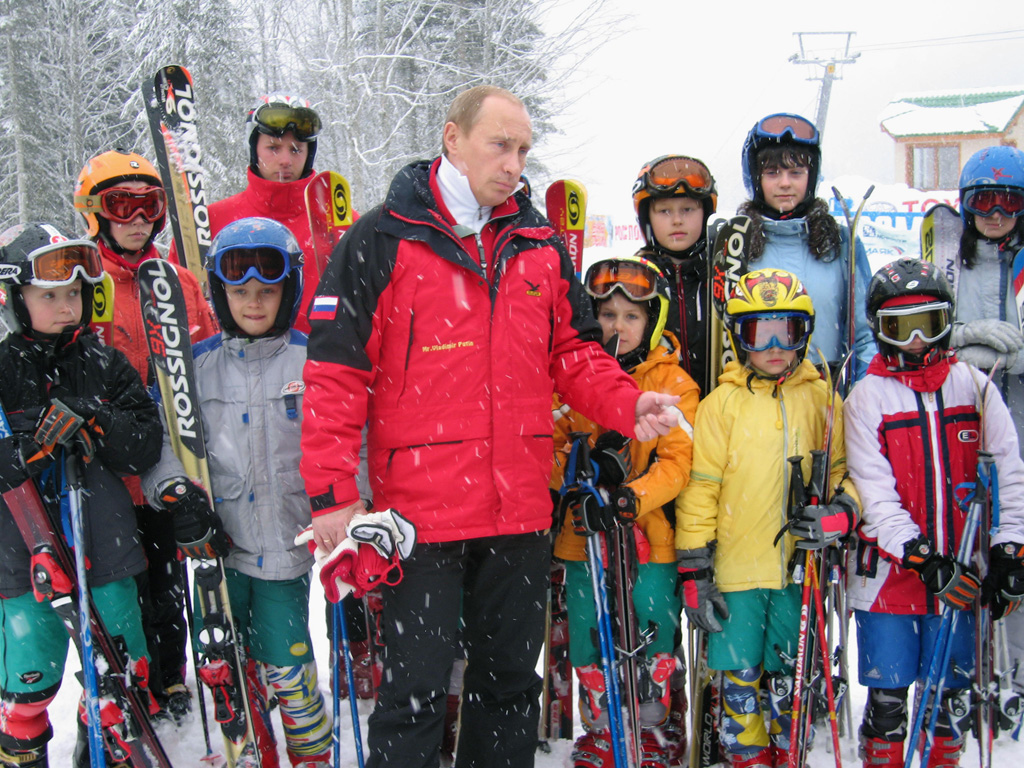
Vladímir Putin durante una visita a las instalaciones en la estación de Krasnaya Poliana.

Con una temperatura promedio 8,3 °C en el mes de febrero y un clima subtropical húmedo, Sochi es la ciudad más cálida en que se han albergado unos Juegos Olímpicos de Invierno. Sochi 2014 también son los duodécimos Juegos Olímpicos consecutivos en que se prohíbe fumar; todos los lugares en Sochi, incluyendo bares y restaurantes del Parque Olímpico o cualquier áreas pública durante los Juegos. También es la primera vez que todo un Parque Olímpico es construido especialmente para alojar juegos de invierno.
Estos Juegos Olímpicos se realizaron en dos áreas diferentes: el área del Parque Olímpico está en la ciudad de Sochi a orillas del mar Negro y el área de montaña, Krásnaya Poliana, emplazada en el extremo occidental de la cordillera del Cáucaso, a tan solo 45 km del Parque Olímpico.
Se utilizaron 10 instalaciones para los eventos deportivos. Además se construyó el Estadio Olímpico Fisht para las ceremonias de inauguración y clausura, una plaza de entrega de las medallas y dos villas olímpicas (una en cada área). Las instalaciones se distribuyeron de la siguiente manera:

### Parque Olímpico
- Estadio Olímpico de Sochi – ceremonias de apertura y clausura.
- Palacio de Hielo Bolshói – hockey sobre hielo
- Arena Shaiba – hockey sobre hielo
- Palacio de Patinaje Iceberg – patinaje artístico sobre hielo y patinaje de velocidad sobre pista corta
- Arena de Adler – patinaje de velocidad sobre hielo
- Centro de Curling Cubo de Hielo – curling

Diagrama del Centro Costero que alberga a los Juegos Olímpicos de Sochi.

### Krásnaya Poliana
- Complejo de Esquí y Biatlón Laura – biatlón, esquí de fondo y combinada nórdica (esquí de fondo)
- Centro de Esquí Roza Jútor - esquí alpino
- Extreme Park Roza Jútor – esquí acrobático y snowboard
- Centro de Deportes de Deslizamiento Sanki – bobsleigh, skeleton y luge
- Centro de Saltos RusSki Gorki – salto de esquí y combinada nórdica (saltos en esquí)

Escenarios de los Juegos Olímpicos de Invierno de 2014 en Krasnaia Poliana

## Antorcha Olímpica
Del 29 de septiembre de 2013 al 7 de febrero de 2014, la antorcha olímpica recorrió más de 65 000 kilómetros pasando por todos los 83 sujetos federales de Rusia. El recorrido en Rusia comenzó el 6 de octubre de 2013.
La ruta (a grandes rasgos) fue la siguiente:
Olimpia – Tesalónica - Atenas ( Grecia) - Moscú - San Petersburgo – Kaliningrado – Múrmansk – Arcángel – Yakutsk – Vladivostok – Irkutsk – Novosibirsk – Kazán – Nizhni Nóvgorod – Volgogrado – Rostov del Don – Astracán – Grozni – Sochi ( Rusia)

## Deportes

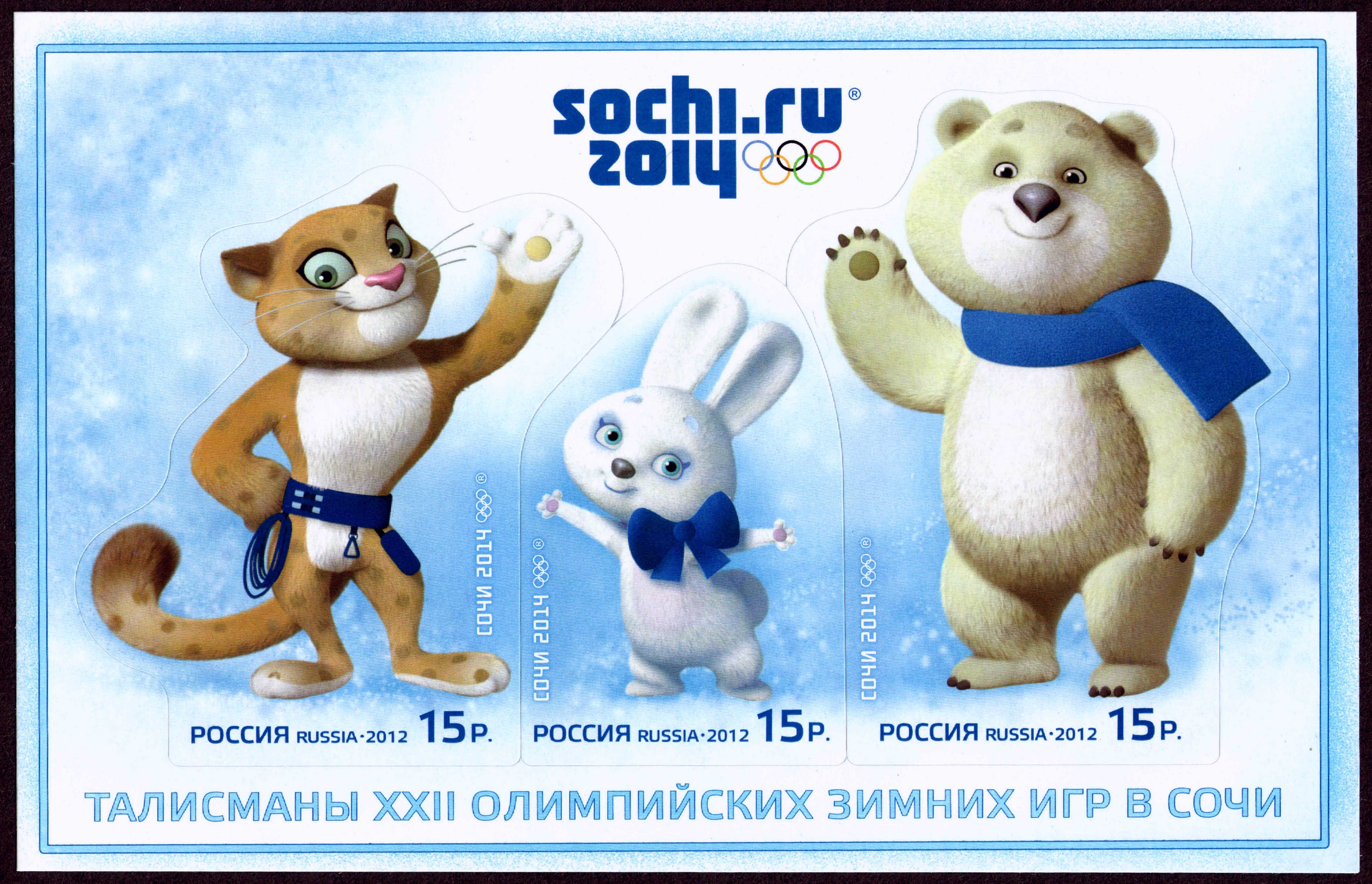
Las tres mascotas de los Juegos Olímpicos de Sochi 2014.

Los Juegos Olímpicos de Sochi 2014 incluyeron 98 eventos de 15 deportes olímpicos.
| Deporte            | Disciplina                           | Sede                                             | Capacidad |
| ------------------ | ------------------------------------ | ------------------------------------------------ | --------- |
| Esquí              | Combinada nórdica                    | Cordillera Psejako                               | 7 500     |
| Esquí              | Esquí alpino                         | Estación de Esquí Roza Jútor                     | 7 500     |
| Esquí              | Esquí de fondo                       | Cordillera Psejako                               | 7 500     |
| Esquí              | Esquí acrobático                     | Estación de Montaña de Álpika                    | 4 000     |
| Esquí              | Saltos en esquí                      | Centro Nacional Ruso de Salto en Esquí           | 7 500     |
| Patinaje           | Patinaje artístico                   | Centro Olímpico de Patinaje                      | 12 000    |
| Patinaje           | Patinaje de velocidad                | Oval Olímpico de Sochi                           | 8 000     |
| Patinaje           | Patinaje de velocidad en pista corta | Centro Olímpico de Patinaje                      | 12 000    |
| Biatlón            | Biatlón                              | Estación de Esquí Roza Jútor                     | 7 500     |
| Curling            | Curling                              | Centro Olímpico de Curling                       | 3 000     |
| Bobsleigh          | Bobsleigh                            | Centro Nacional Ruso de Deslizamiento            | 5 000     |
| Bobsleigh          | Skeleton                             | Centro Nacional Ruso de Deslizamiento            | 5 000     |
| Bobsleigh          | Luge                                 | Centro Nacional Ruso de Deslizamiento            | 5 000     |
| Hockey sobre hielo | Hockey sobre hielo                   | Palacio de Hielo Bolshói y Palacio de Hielo Maly | 12 000    |
| Snowboard          | Snowboard                            | Estación de Esquí Roza Jútor                     | 6 250     |

## Participantes

### Países

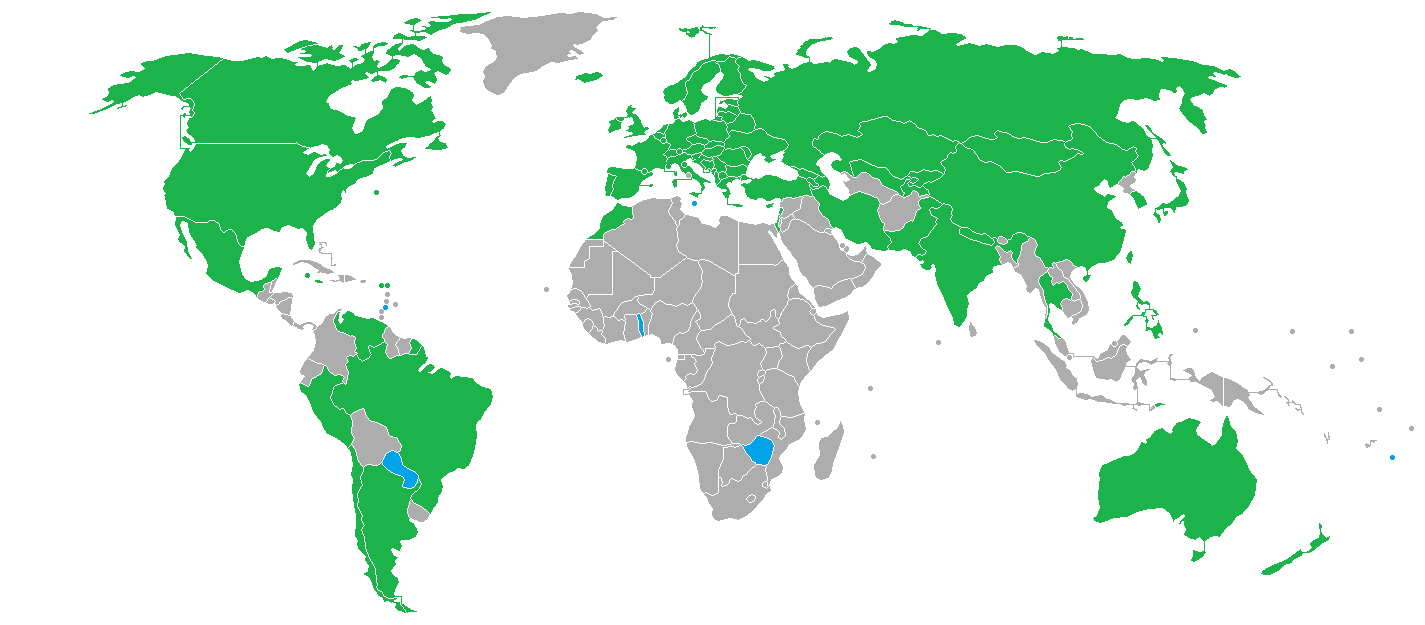
Países participantes en los Juegos Olímpicos de Sochi 2014.

Para los Juegos Olímpicos de Sochi, 88 comités olímpicos nacionales presentaron atletas, superando la marca establecida en 2010, con 82 países. En estos juegos, Dominica, Malta, Paraguay, Timor Oriental, Togo, Tonga y Zimbabue participaron por primera vez. Los equipos de Filipinas, las Islas Vírgenes de los Estados Unidos, Luxemburgo, Tailandia y Venezuela volvieron a participar en unos Juegos Olímpicos de Invierno después de no estar presentes en los Juegos Olímpicos de Vancouver 2010. Por otro lado, siete países que participaron en Vancouver 2010 no participaron en Sochi 2014: Argelia, Colombia, Corea del Norte, Etiopía, Ghana, Senegal y Sudáfrica.
Los atletas de India compitieron inicialmente bajo la  bandera olímpica (con la denominación de "Participantes Olímpicos Independientes") debido a la sanción del COI al Comité Olímpico de India durante diciembre de 2012 a raíz del proceso de elección interna en ese comité. El 11 de febrero el Comité Olímpico Indio fue restablecido, dándole la opción a los deportistas indios aún en competencia de competir bajo la bandera nacional por el resto de la olimpiada.

La siguiente tabla muestra a los países participantes en los Juegos Olímpicos de Sochi 2014 y entre paréntesis el número de atletas representantes:
| Lista de naciones participantes | Lista de naciones participantes | Lista de naciones participantes |
| --- | --- | --- |
| - Albania (ALB) (2) - Alemania (GER) (153) - Andorra (AND) (6) - Argentina (ARG) (7) - Armenia (ARM) (4) - Australia (AUS) (60) - Austria (AUT) (130) - Azerbaiyán (AZE) (5) - Bélgica (BEL) (7) - Bermudas (BER) (1) - Bielorrusia (BLR) (26) - Bosnia y Herzegovina (BIH) (5) - Brasil (BRA) (13) - Bulgaria (BUL) (18) - Canadá (CAN) (220) - Chile (CHI) (6) - China (CHN) (66) - China Taipéi (TPE) (3) - Chipre (CYP) (2) - Corea del Sur (KOR) (71) - Croacia (CRO) (11) - Dinamarca (DEN) (12) - Dominica (DMA) (2) - Eslovaquia (SVK) (63) - Eslovenia (SLO) (66) - España (ESP) (20) - Estados Unidos (USA) (230) - Estonia (EST) (25) - Filipinas (PHI) (1) - Finlandia (FIN) (103) | - Francia (FRA) (116) - Georgia (GEO) (4) - Grecia (GRE) (7) - Hong Kong (HKG) (1) - Hungría (HUN) (16) - India (IND) (3) - Irán (IRI) (5) - Irlanda (IRL) (5) - Islandia (ISL) (5) - Islas Caimán (CAY) (1) - Islas Vírgenes Americanas (ISV) (1) - Islas Vírgenes Británicas (IVB) (1) - Israel (ISR) (5) - Italia (ITA) (113) - Jamaica (JAM) (2) - Japón (JPN) (136) - Kazajistán (KAZ) (52) - Kirguistán (KGZ) (1) - Letonia (LAT) (58) - Líbano (LIB) (2) - Liechtenstein (LIE) (4) - Lituania (LTU) (9) - Luxemburgo (LUX) (1) - Malta (MLT) (1) - Marruecos (MAR) (2) - México (MEX) (1) - Moldavia (MDA) (4) - Mónaco (MON) (5) - Mongolia (MGL) (2) | - Montenegro (MNE) (2) - Nepal (NEP) (1) - Noruega (NOR) (134) - Nueva Zelanda (NZL) (15) - Países Bajos (NED) (41) - Pakistán (PAK) (1) - Paraguay (PAR) (1) - Perú (PER) (3) - Polonia (POL) (59) - Portugal (POR) (2) - Reino Unido (GBR) (62) - República Checa (CZE) (88) - República de Macedonia (MKD) (3) - Rumania (ROU) (24) - Rusia (RUS) (223) - San Marino (SMR) (2) - Serbia (SRB) (8) - Suecia (SWE) (106) - Suiza (SUI) (163) - Tailandia (THA) (2) - Tayikistán (TJK) (1) - Timor Oriental (TLS) (1) - Togo (TOG) (2) - Tonga (TGA) (1) - Turquía (TUR) (6) - Ucrania (UKR) (45) - Uzbekistán (UZB) (3) - Venezuela (VEN) (1) - Zimbabue (ZIM) (1) |

### Número de personas
| Códigos del COI | Países | Deportistas |
| --------------- | ------ | ----------- |

## Calendario
| CA | Ceremonia de apertura | ● | Competiciones de eventos | 1 | Finales de eventos | GE | Gala de exhibición | CC | Ceremonia de clausura |

| Febrero                                 | Febrero                                 | 6 Jue | 7 Vie | 8 Sáb | 9 Dom | 10 Lun | 11 Mar | 12 Mié | 13 Jue | 14 Vie | 15 Sáb | 16 Dom | 17 Lun | 18 Mar | 19 Mié | 20 Jue | 21 Vie | 22 Sáb | 23 Dom | Eventos |
| --------------------------------------- | --------------------------------------- | ----- | ----- | ----- | ----- | ------ | ------ | ------ | ------ | ------ | ------ | ------ | ------ | ------ | ------ | ------ | ------ | ------ | ------ | ------- |
| Ceremonias                              | Ceremonias                              |       | CA    |       |       |        |        |        |        |        |        |        |        |        |        |        |        |        | CC     |         |
| Biatlón                                 | Biatlón                                 |       |       | 1     | 1     | 1      | 1      |        | 1      | 1      |        | 1      | 1      |        | 1      |        | 1      | 1      |        | 11      |
| Bobsleigh                               | Bobsleigh                               |       |       |       |       |        |        |        |        |        |        | ●      | 1      | ●      | 1      |        |        | ●      | 1      | 3       |
| Combinada nórdica                       | Combinada nórdica                       |       |       |       |       |        |        | 1      |        |        |        |        |        | 1      |        | 1      |        |        |        | 3       |
| Curling                                 | Curling                                 |       |       |       |       | ●      | ●      | ●      | ●      | ●      | ●      | ●      | ●      | ●      | ●      | 1      | 1      |        |        | 2       |
| Esquí acrobático                        | Esquí acrobático                        | ●     |       | 1     |       | 1      | 1      |        | 1      | 1      |        |        | 1      | 1      |        | 2      | 1      |        |        | 10      |
| Esquí alpino                            | Esquí alpino                            |       |       |       | 1     | 1      |        | 1      |        | 1      | 1      | 1      |        | 1      | 1      |        | 1      | 1      |        | 10      |
| Esquí de fondo                          | Esquí de fondo                          |       |       | 1     | 1     |        | 2      |        | 1      | 1      | 1      | 1      |        |        | 2      |        |        | 1      | 1      | 12      |
| Hockey sobre hielo                      | Hockey sobre hielo                      |       |       | ●     | ●     | ●      | ●      | ●      | ●      | ●      | ●      | ●      | ●      | ●      | ●      | 1      | ●      | ●      | 1      | 2       |
| Luge                                    | Luge                                    |       |       | ●     | 1     | ●      | 1      | 1      | 1      |        |        |        |        |        |        |        |        |        |        | 4       |
| Patinaje artístico                      | Patinaje artístico                      | ●     |       | ●     | 1     |        | ●      | 1      | ●      | 1      |        | ●      | 1      |        | ●      | 1      |        | GE     |        | 5       |
| Patinaje de velocidad                   | Patinaje de velocidad                   |       |       | 1     | 1     | 1      | 1      | 1      | 1      |        | 1      | 1      |        | 1      | 1      |        | ●      | 2      |        | 12      |
| Patinaje de velocidad sobre pista corta | Patinaje de velocidad sobre pista corta |       |       |       |       | 1      |        |        | 1      |        | 2      |        |        | 1      |        |        | 3      |        |        | 8       |
| Saltos de esquí                         | Saltos de esquí                         |       |       | ●     | 1     |        | 1      |        |        | ●      | 1      |        | 1      |        |        |        |        |        |        | 4       |
| Skeleton                                | Skeleton                                |       |       |       |       |        |        |        | ●      | 1      | 1      |        |        |        |        |        |        |        |        | 2       |
| Snowboard                               | Snowboard                               | ●     |       | 1     | 1     |        | 1      | 1      |        |        |        | 1      | 1      |        | 2      |        |        | 2      |        | 10      |
| Total de eventos                        | Total de eventos                        |       |       | 5     | 8     | 5      | 8      | 6      | 6      | 6      | 7      | 5      | 6      | 5      | 8      | 6      | 7      | 7      | 3      | 98      |
| Total acumulativo                       | Total acumulativo                       |       |       | 5     | 13    | 18     | 26     | 32     | 38     | 44     | 51     | 56     | 62     | 67     | 75     | 81     | 88     | 95     | 98     |         |
| Febrero                                 | Febrero                                 | 6 Jue | 7 Vie | 8 Sáb | 9 Dom | 10 Lun | 11 Mar | 12 Mié | 13 Jue | 14 Vie | 15 Sáb | 16 Dom | 17 Lun | 18 Mar | 19 Mié | 20 Jue | 21 Vie | 22 Sáb | 23 Dom | Eventos |

## Multi-medallistas y otros destacados
Se mencionan los deportistas que obtuvieron 3 o más medallas de oro en estos juegos:
- Viktor Ahn (Rusia), 3 oros y un bronce en Patinaje de velocidad en pista corta.
- Marit Bjørgen (Noruega), 3 oros en esquí de fondo (Cross country skiing).
- Darya Domracheva (Bielorrusia), 3 oros en biatlón.

También vale la pena destacar la actuación del noruego Ole Einar Bjorndalen en biatlón, quien obtuvo 2 medallas de oro, convirtiéndose en el deportista con más medallas de los Juegos Olímpicos de Invierno. Otra actuación que vale la pena destacar es la del equipo neerlandés de patinaje de velocidad, ganador de 23 medallas de oro de las 36 en disputa.
También se destaca que Tatiana Volosozhar y Maxim Trankov se convirtieron en los primeros medallistas en ganar dos medallas de oro en patinaje artístico, ya que ganaron el oro en la competición por equipos y el oro en patinaje artístico por parejas en las mismas olimpiadas.

## Medallero
País organizador (Rusia)
| Núm. | País                 | Oro | Plata | Bronce | Total |
| ---- | -------------------- | --- | ----- | ------ | ----- |
| 1    | Rusia (RUS)          | 11  | 11    | 9      | 31    |
| 2    | Noruega (NOR)        | 11  | 5     | 10     | 26    |
| 3    | Canadá (CAN)         | 10  | 10    | 5      | 25    |
| 4    | Estados Unidos (USA) | 9   | 7     | 12     | 28    |
| 5    | Países Bajos (NED)   | 8   | 7     | 9      | 24    |
| 6    | Alemania (GER)       | 8   | 6     | 5      | 19    |
| 7    | Suiza (SUI)          | 6   | 3     | 2      | 11    |
| 8    | Bielorrusia (BLR)    | 5   | 0     | 1      | 6     |
| 9    | Austria (AUT)        | 4   | 8     | 5      | 17    |
| 10   | Francia (FRA)        | 4   | 4     | 7      | 15    |

Aparte podemos destacar la composición de las medallas de los Juegos Olímpicos de Sochi 2014, que tanto la de oro, plata y cobre tienen en relieve las montañas del Cáucaso. El peso ronda entre los 460-531 gramos ( la de oro de 531 gramos, 525 para la medalla de plata y 460 gramos la de bronce.); un espesor de 10 milímetros y un diámetro de 100 milímetros. Al frente, se grabaron los aros olímpicos y por detrás, el nombre de la competencia en inglés con el logo oficial de la justa deportiva; en el borde se observa el nombre de los Juegos en ruso, inglés y francés.
Estas medallas son las más grandes de la historia de los JJ. OO. y elaboradas con materiales exclusivos del territorio ruso.
Las medallas fueron en esquí alpino (supergigante femenino), esquí de fondo (relevos 4x5 km femeninos), saltos de esquí (individual trampolín largo hombres), skeleton (hombres), patinaje de velocidad (1500 m masculinos) y patinaje de velocidad en pista corta (1500 m femeninos y 1000 m masculinos).

## Controversias
Antes de su inauguración, los juegos fueron blanco de varias críticas y preocupaciones que generaron controversia, entre ellas las siguientes:
- Explotación de trabajadores involucrados en la construcción de escenarios olímpicos.[27]
- Alegatos de riesgos contra la salud y el medio ambiente por cuenta del manejo de residuos en la construcción.
- Expulsión forzada de residentes para hacer espacio para escenarios olímpicos.
- Sobrecostos.
- Aumento de la seguridad relacionado con grupos islamistas que habían amenazado realizar un nuevo atentado terrorista durante los juegos de Sochi.[28][29] Posteriormente el gobierno ruso creó un anillo de seguridad alrededor de Sochi que nuevamente generó críticas en medios europeos, esta vez por el contrario se alegó sobre un posible exceso de seguridad y numerosa presencia de efectivos.[29]
- Intimidación a activistas (ambientales y de derechos humanos) y periodistas que critican las políticas anti-LGBT del gobierno ruso, junto con los efectos de dichas políticas.[30][31][32]
- Disputas con los nacionalistas circasianos, quienes demandaban que los eventos fueran cancelados o trasladados a menos que el gobierno ruso se disculpara por las muertes de circasianos en el siglo XIX, lo que algunos grupos circasianos consideran un genocidio.[33]